# Izsák Aboáb
Izsák Aboáb (héberül: יצחק אבוהב), (műk. a 14. század végén) középkori zsidó hittudós.

## Élete és művei
Menórat Ha-máóra ('A világító lámpa') címen írt művet, amely szinte az összes talmudi és midrási haggadát tartalmazza. Az alkotás 7 nérra ('mécs'), azaz 7 részre oszlik: Aboáb 1. a túlságos jólét kerülésének; 2. az illetlen beszédtől való tartózkodásnak; 3. a vallásos parancsok teljesítésének; 4. a tóratanulásnak; 5. a bűnbánatnak; 6. a békének és a szeretetnek; illetve 7. a szerénységnek a kérdéskörét járja körül. A világító lámpát először 1544-ben nyomtatták ki Velencében.

## Magyar nyelvű fordítások
Aboáb teljes életműve mindezideig nem rendelkezik magyar nyelvű fordítással. Kisebb szemelvények jelentek meg műveiből:
- Frisch Ármin: Szemelvények a Biblia utáni zsidó irodalomból, Pallas Irodalmi és Nyomdai Rt., Budapest, 1906 (reprint kiadás: Auktor Könyvkiadó, Budapest, 1993, ISBN 963-7780-24-6, 413 p), 296–298. oldal